# 音波
音波（おんぱ、英: acoustic wave）とは、狭義には弾性波のうち空気中を伝播する人間や動物の可聴周波数の疎密波をさす。広義では、気体、液体、固体を問わず、弾性体を伝播するあらゆる弾性波の総称をさす。狭義の音波をヒトなどの生物が聴覚器官によって捉えると音として認識する。
人間の可聴周波数より高い周波数の弾性波を超音波、低い周波数の弾性波を超低周波音と呼ぶ。
本項では主に物理学的な側面を説明する。

## 概念・用語
媒質
音波は、真空中では伝播せず、必ず気体・液体・固体のいずれかの媒質を介する必要がある。
縦波と横波
気体・液体中での音波は、媒質にずれ弾性が存在しないため疎密波として伝播する縦波である。固体中では疎密波のほかに横波であるせん断波（ねじれ波）も生じる。
音速
音波の速度は音速である。音速は媒質の密度と圧力によって変化するため、空中での音速であるマッハ速度も、主に高度の違いや温度、湿度などの気象条件によって大きく変化する。
音場
音波が伝播している場を音場（おんば、英: sound field）という。音場の記述には通常、音圧と粒子速度（媒質粒子が振動する速度）が選択される。
自由音場（じゆうおんば、英: free sound field）は、ある点から発生した音が全方向に均質に、また反射することなく伝わる空間のことをいい、JISでは「等方性かつ均質の媒質中で境界の影響を無視できる音場」と定義される。無響室は自由音場の条件が実現するよう壁、天井、床の全方位の面が音を吸収する材料で覆われた室である。
拡散音場（かくさんおんば、英: diffuse sound field）は、すべての点において音響エネルギー密度が等しく、かつあらゆる方向から等確率で音響エネルギーが伝搬する仮想的な音場である。すなわち拡散音場では、すべての点において実効音圧の大きさが等しく、また音響インテンシティの時間平均は0となる。残響室は、拡散音場の条件を近似的に実現するために、全方位の面を反射性に仕上げた室である。
波動方程式
音波の挙動は波動方程式で表される。この支配方程式は通常、音圧p を変数として表される。
{\displaystyle {\frac {\partial ^{2}p}{\partial t^{2}}}=c^{2}{\frac {\partial ^{2}p}{\partial x^{2}}}}
ここでc は音速である。
指向性
音波の指向性は指向角で表すことができる。指向角は波長と振動子の大きさで決まり、波長が短い超音波は指向角が小さく（指向性が高く）、波長の長い可聴音は指向角が大きい（指向性が低い）。超音波は指向角が小さくビーム状に音波が伝わり、可聴音は指向角が大きく、たとえば人の声は全方位に伝わる。
音波同士がぶつかった場合
「重ね合わせの原理」と「波の独立性」という性質を持つ。同じ方向の音波が重なった場合の振幅は足し算となり（重ね合わせの原理）、音波同士がぶつかった場合は、お互いに影響を受けず、何事もなかったかのように元の波形を保ったまま伝播する（波の独立性）。

## 平面波と球面波
空間における音波の伝搬のモデルとしては、球面波と平面波がよく用いられる。3次元空間で等方的に伝搬する球面波は音源の近傍で用いられ、音源が波長に比べて小さい場合のモデルである。伝搬する方向に垂直な平面で同じ位相を持つ平面波は音源から遠く離れた場合のモデルであり、管径が波長に対して十分短い円管内での伝搬にも用いられる。

### 平面波
{\displaystyle x} 軸に沿って伝播する音波は1次元波動方程式
{\displaystyle \left(-{\frac {1}{c^{2}}}{\frac {\partial ^{2}}{\partial t^{2}}}+{\frac {\partial }{\partial x^{2}}}\right)p=0}
を満足し、その一般解は {\displaystyle f}, {\displaystyle g} を任意関数として
{\displaystyle p(t,x)=f(x-ct)+g(x+ct)}
と表示できる。これを平面波と呼び、{\displaystyle f} が {\displaystyle x} 軸正の向きに伝播する平面波、
{\displaystyle g} が負の向きに伝播する平面波を表す。この平面波に対応する流体速度場は
{\displaystyle v_{x}(t,x)={\frac {1}{\rho c}}f(x-ct)-{\frac {1}{\rho c}}g(x+ct)}
である。より一般に単位ベクトル {\displaystyle \mathbf {n} } の向きに伝播する平面波 {\displaystyle p} および対応する速度場 {\displaystyle \mathbf {v} } は
{\displaystyle p(t,x)=f(\mathbf {n} \cdot \mathbf {n} -ct),\ \ \mathbf {v} ={\frac {\mathbf {n} }{\rho c}}p(t,x)}
により与えられる。
特に、{\displaystyle x} 軸正の向きに伝播する単色平面波は
{\displaystyle p(t,x)=|P|\cos\{k(x-ct)+\phi _{0}\}=\mathrm {Re} \left\{Pe^{ik(x-ct)}\right\}}
と書ける。ここに {\displaystyle \phi _{0}} は音波の位相に関する定数であり、{\displaystyle P=|P|e^{i\phi _{0}}} は複素振幅である。また {\displaystyle k} は音波の波数であり、波長 {\displaystyle \lambda } および角振動数 {\displaystyle \omega } と
{\displaystyle k={\frac {2\pi }{\lambda }}={\frac {\omega }{c}}}
という関係にある。

### 球面波
座標原点から球対称に広がる音波は球面波を形成する。これは球座標系での波動方程式
{\displaystyle -{\frac {1}{c^{2}}}{\frac {\partial ^{2}}{\partial t^{2}}}p+{\frac {1}{r}}{\frac {\partial }{\partial r^{2}}}(rp)=0}
から任意関数 {\displaystyle f}, {\displaystyle g} を用いて
{\displaystyle p(t,r)={\frac {f(r-ct)}{r}}+{\frac {g(r+ct)}{r}}}
と表される。{\displaystyle f} が外向き球面波、{\displaystyle g} が内向き球面波である。このうち内向き球面波については因果律のため自然には発生せず、音響学では主として外向き球面波だけが取り扱われる。対応する速度場は動径成分 {\displaystyle v_{r}=\mathbf {v} \cdot \mathbf {e} _{r}} だけが{\displaystyle 0}ではなく、{\displaystyle f} の原始関数 {\displaystyle F} を用いて
{\displaystyle v_{r}={\frac {1}{\rho c}}\left[-{\frac {F(r-ct)}{r^{2}}}+{\frac {f(r-ct)}{r}}\right]}
と表される。
特に波数 {\displaystyle k} の外向き単色球面波については、複素振幅を用いて
{\displaystyle {\hat {p}}(t,r)=A{\frac {e^{ikr}}{r}},\ \ {\hat {v}}_{r}={\frac {1}{\rho c}}\left(1-{\frac {1}{ikr}}\right){\hat {p}}(t,r)}
と表される（{\displaystyle A} は定数）。その時間平均した強度は
{\displaystyle I={\frac {1}{2}}\mathrm {Re} \left({\hat {p}}{\hat {v}}_{r}^{*}\right)={\frac {1}{2\rho c}}{\frac {|A|^{2}}{r^{2}}}}
であり、逆2乗の法則に従って減衰する。

## 空気中の伝播
音波の伝搬は、媒質を流体として扱い、流体力学において用いられる「粒子」（流体粒子）の概念を導入して考察する。この「粒子」は、音波の波長に比べて極めて小さい媒質の一部分であるが、個々の原子や分子ではなく、それらをマクロにとらえたものである。
ここで、分子や原子ではなく、粒子を単位として扱うのは、実際の分子は媒質の温度に応じて複雑な動き（熱運動）をしているため、音波の挙動を考察するにあたって、静圧状態では静止しているとみなせるような、一定のサイズにおける平均的な動きを見るためである。
大気中の音波は、空気を媒質とした疎密波の形で伝播する。この過程は以下の連鎖により起きる：
- 気体粒子 A が進行方向上の別の気体粒子 B へ接近し「密」となる
- A は反作用で元の方向へ・B は受けた力で進行方向に進み「疎」となる
- 以上のループ（Bが進行方向上にあるCに接近）

これをマクロで見れば大気圧（静圧）を基準とした気圧の正負の変動（=音圧）が進行方向へ伝播していく。
音波が伝搬する速さ（音速）は、媒質の種類とその状態（密度など）により変化するが、音の強さ（音圧）によらず一定である。大気中を疎密波として伝搬する音波の音速は、海面・常温で毎秒約340 mである。音波の伝搬する速さ（音速）は、波動方程式の記述に用いられ、音の強さにより変化する「粒子速度」とは異なる。

## 利用例
音波は物理現象であると同時に、生物の行動を媒介するもの・人間が産業的に価値を見出すものでもある。
以下は音波の利用例である：
- 生物
  - 反響定位（エコーロケーション）: コウモリ。クジラ類の一部（イルカ）。鳥類の一部（アブラヨタカ）。
  - 音声コミュニケーション: ヒト。マッコウクジラ（超低周波水中音波）。
    - 音声合成
- 産業
  - 軍事
    - 潜水艦探索（ソナー）

  - 医療
    - 超音波検査（エコー）
    - 結石除去（体外衝撃波結石破砕術（英語版））

  - 農林水産業
    - 魚群探知機（ソナー）

  - 工業
    - 非破壊検査（超音波探傷試験）
    - SAWフィルタ（表面弾性波フィルタ）
    - 浮遊保持: 音波浮遊炉における浮遊状態での材料の保持。電磁浮遊炉では浮遊できない酸化物等の非導電性材料の浮遊が可能。
    - 粒子成形: 噴霧された溶融粒子に粒径に応じた固有振動数の周波数の音波を当てる事で粒径一定に揃える